# Arturo Fuente
Arturo Fuente è una marca di sigari fondata da Arturo Fuente Sr. nel 1912 a Tampa in Florida. In seguito ad un catastrofico incendio nel 1924, la marca cessò di produrre per 22 anni riemergendo nel 1946 su una limitata base locale. La direzione dell'azienda venne trasferita al figlio più giovane di Arturo Sr. Carlos Fuentes Sr. nel 1958. In seguito all'Embargo contro Cuba emesso dagli Stati Uniti nel 1960 la marca iniziò un periodo di lenta e stabile crescita emergendo come una delle più acclamate marche di sigari premium fatti a mano al di fuori di Cuba. Al 2010 la compagnia produceva 30 milioni di sigari all'anno dalla sua fabbrica situata nella Repubblica Dominicana.

## Storia
la marca di sigari Arturo Fuente nacque nel 1912 a Tampa in Florida. Fu in quell'anno che la marca venne lanciata dal 24enne emigrato cubano Arturo Fuente (8 novembre 1887-11 febbraio 1973) come A. Fuente & Co. Fuente aveva lasciato la sua città natale di Güines a Cuba per gli Stati Uniti nel 1902 in seguito alla Guerra ispano-americana.
la fabbrica originale usata dalla compagnia era un edificio in legno a tre piani vicino a oltre 200 fabbriche di sigari nella sola città di Tampa. Tutte queste fabbriche importavano il loro tabacco dalla vicina Cuba per utilizzarlo nei lori sigari.
la compagnia venne incorporata nel 1924 a quel tempo la A. Fuente & Co, aveva avuto una crescita esponenziale al punto di impiegare 500 operai. Tuttavia nel 1924 un disastro colpì la compagnia ed il suo edificio di produzione venne bruciata fino alle fondamenta. La produzione della marca venne completamente fermata fino al 1946 quando riprese a pieno regime.

## Prodotti
- Arturo Fuente
- Arturo Fuente 8-5-8
- Arturo Fuente Añejo
- Arturo Fuente Don Carlos
- Arturo Fuente Rosado Sungrown Magnum R
- Brevas Royale
- Casa Cuba
- Chateau De La Fuente
- Curly Head
- Fuente Fuente Opus X
- Hemingway series
- Opus X Lost City Edition
- Montesino cigars by Arturo Fuente